# 八声甘州·灵岩陪庾幕诸公游
《八声甘州·灵岩陪庾幕诸公游》，是南宋词人吴文英的一首怀古词。

## 诗词原文
|  | 渺空烟四远，是何年、青天坠长星？ 幻苍崖云树，名娃金屋，残霸宫城。 箭径酸风射眼，腻水染花腥。 时靸双鸳响，廊叶秋声。 宫里吴王沉醉，倩五湖倦客，独钓醒醒。 问苍波无语，华发奈山青。 水涵空、阑干高处，送乱鸦斜日落渔汀。 连呼酒、上琴台去，秋与云平。 |

## 背景
吴文英创作《八声甘州》时，为江南东路提举常平司幕宾，与官衙中的幕友同游苏州西郊灵岩山，凭吊春秋时期吴王夫差的馆娃宫、采香径、响屧廊遗迹，追念吴越国家兴亡往事，感慨吴王沉醉，倦客独醒而引退，以及词人自己白发无成，感时伤今，而创作了这首怀古词。

## 评价
这首怀古词意境奇幻高远，笔致超尘绝俗。